# Чорні зорі
«Чорні зорі» (рос. Чёрные звёзды) — науково-фантастична повість (де-факто за розміром твір може вважатися романом) українського радянського письменника Володимира Савченка. Уперше фрагмент повісті під назвою «Тінь на стіні» російською мовою опубліковано в московському журналі «Знание — сила» в № 12 за 1957 рік. Повністю уперше повість надруковано українською мовою в журналі «Знання та праця» у 1958 році в № 3—12. Окремим виданням повість уперше вийшла у київському видавництві «Дитвидав» у 1959 році українською мовою. У цьому ж році повість уперше повністю опублікована російською мовою у збірці «Мир приключений». У повісті на фоні фантастичного сюжету — відкриття практично одночасно в США та СРСР надміцного та надстійкого до будь-яких фізичних та хімічних впливів матеріалу — нейтриду, який складається з нейтронів, та пов'язану з ним гонку озброєнь та пришвидшення наукових досліджень, які супроводжуються загибеллю дослідників у обох країнах, у дусі панівної тоді ідеї про перевагу радянської науки над наукою капіталістичних країн стверджується не лише віра про перемогу людини над силами природи, але й проводиться застереження щодо можливих небезпек при дослідженнях атому, а також частково передбачаються майбутні ядерні катастрофи.

## Сюжет повісті
Повість розпочинається з появи на орбіті Землі двох сигароподібних пристроїв, які рухаються по еліптичній та постійно змінюваній орбіті на постійній висоті над планетою. Про запуск цих пристроїв не повідомляла жодна з країн світу, тому спочатку більшість людей вважали, що вони є справою рук іншопланетян. Проте група вчених обчислили їх траєкторію, після чого заявили, що ці пристрої мають земне походження. Це наводило на думку, що вони створені як новітня зброя, тим більше, що вони зовсім не розжарювались через тертя об земну атмосферу, але поступово зменшували швидкість, тому виникли побоювання, що вони можуть впасти й вибухнути в густонаселеній місцевості. Керівництво Радянського Союзу виявило намір збити ці пристрої над своєю територією, що не викликало заперечення з боку інших країн.
Далі у повісті паралельно описуються події в СРСР та у США. Спочатку описуються події в СРСР зі щоденника співробітника Дніпровського ядерного інституту, який розміщений у вигаданому місті Дніпровськ тогочасної УРСР, Миколи Самойлова. герой повісті приїжджає у це місто після закінчення одного з московських вишів за спеціальністю «теоретична фізика» по розподілу в ядерний інститут разом із студентським товаришем Яковом Якіним. Вони розпочинають працювати у лабораторії, якою керує доктор фізико-математичних наук Іван Гаврилович Голуб, а провідним співробітником є інженер Олекса Сердюк. У лабораторії на спеціальному пристрої — мезонаторі — проводиться опромінювання ядер різних хімічних елементів мезонами, внаслідок чого вони перетврюються на ядра інших хімічних елементів, проте стають радіоактивними. Поступово, внаслідок подальших досліджень, радянським ученим вдається отримати новий матеріал нейтрид, що складається виключно з нейтронів без протонів та електронів, який є надміцним, стійким до впливу високої температури, на нього не діють будь-які види іонізуючого випромінювання. Проте виробництво нового цінного матеріалу є досить дорогим, та вимагає великої кількості енергії та металічної ртуті, яка є основним матеріалом для отримання нейтриду. Голуб та Самойлов виїжджають у малонаселений район СРСР, десь у Середній Азії, де беруть участь у збитті невідомих літаючих об'єктів, при чому підтвердивши теорію про те, що ці об'єкти мають нейтридну оболонку, тому вони й не розжарились від постійного тертя об часточки в атмосфері. Тим часом у США вчені, підтримувані військово-промисловими колами, також зуміли добути нейтрид, який відразу ж вирішили застосувати з військовою метою, виготовивши атомні снаряди з нейтридною оболонкою, та запустивши їх по навколоземній орбіті, щоб вони впали та вибухнули десь у малозаселеній місцевості. Проте при проектуванні траєкторії їх польоту вчені допустились помилок. унаслідок чого ці снаряди розпочали рухатись по балістичній орбіті протягом тривалого часу, поки їх не збили радянські сили протиповітряної оборони. Пізніше американські вчені та військові організовують вже вдале бомбардування поверхні Місяця атомними зарядами з нейтридною оболонкою. У США налагоджуть промисловий випуск снарядів з нейтридною оболонкою, проте воно зупиняється після великої катастрофи з численними людськими жертвами. Катастрофа у лабораторії з дослідження нейтриду відбувається також і у Дніпровську, в якій гинуть Голуб і Сердюк. Самойлов і Якін проникають на місце аварії, та після ретельного дослідження місця аварії встановлюють, що її причиною стала концентрація антиртуті, яка утворювалась у місці опромінення мезонами нейтриду замість звичайної позитивно зарядженої ртуті. Після встановлення цього факту молоді вчені зупиняють завод із виробництва нейтриду в Дніпровську до повного дослідження появи антиречовини в мезонаторах, та ретельно обстежують усі мезонатори на заводі. Пізніше разом з іншими вченими та військовими Самойлов і Якін проводять експериментальне підтвердження появи антиртуті на мезонаторах, яке супроводжувалось вивільненням великої кількості енергії. Після експериментального підтвердження появи антиматерії під час опромінення нейтриду молоді вчені продовжують роботу над впровадженням у практичну діяльність нових способів виробництва енергії із додатковими засобами безпеки при їх застосуванні.

## Факти про повість
Згідно статті самого Володимира Савченка «Тіні Чорнобиля в повісті „Чорні зорі“», у повісті автору вдалось передбачити майбутню аварію на Чорнобильській АЕС та аварію на АЕС Трі-Майл-Айленд, причому місце аварії на території України йому вдалось відгадати майже точно, адже ЧАЕС розташована в басейні Дніпра. За словами автора, у першому варіанті повісті потужніша катастрофа мала бути саме на території СРСР, проте у видавництві йому пояснили, що в такому випадку її не надрукують, тому автор і обрав варіант більш значної катастрофи на території США, щоб отримати дозвіл на публікацію повісті.